# Порно з вбивством
«Порно з вбивством» — українська кінокомедія 2018 року. 
2 серпня 2018 року фільм вийшов у обмежений кінопрокат в Україні.

## Синопсис
Денис дрібний бізнесмен-невдаха. Він заборгував велику суму грошей бандиту на прізвисько Галстук. Щоб віддати борг, Денис вирішує заробити на «порно». Приступаючи з ентузіазмом до зйомок «фільму для дорослих», він зовсім не уявляє, як це робити.

## Виробництво
Зйомки фільму відбувалися в Одесі. Режисером стрічки став Дамір Єналієв пов’язаний з PR-агентством Sablya та відомий як режисер реклами. Головна роль дісталася актору місцевого одеського театру Євгену Юхновцю.

## Реліз
У липні 2018 року на офіційному YouTube каналі студії-виробника «Rain Poncho Film» було оприлюднено перший трейлер фільму.
Виробники фільму вирішили пустити фільму у прокат самокатом, без залучення незалежного дистриб'ютора. Вихід стрічки в український обмежений прокат запланована на 2 серпня 2018 року.